# Piste d'essai de Top Gear
La piste d'essai de Top Gear (en anglais Top Gear test track), est le circuit utilisé par l'émission automobile Top Gear diffusée sur la BBC. Située à Dunsfold Park, dans le Surrey, au Royaume-Uni. Elle est en partie dessinée par Lotus. Elle est utilisée pour tester les voitures mais aussi les conducteurs invités lors de l'émission, respectivement dans les parties appelées Tour Chrono et les Stars dans une voiture petit budget.

## Historique
Il s'agit d'une base aérienne britannique qui était utilisée durant la Seconde Guerre mondiale.
Le site sur lequel est située la piste d'essais est également utilisé par la British Aerospace comme centre d'assemblage et d'essais.
Elle a servi de plateau de tournage notamment pour Casino Royale et Da Vinci Code.
Depuis 2018, le circuit est en sursis de sa démolition afin de permettre la création d'un lotissement de 1800 maisons. En 2020, la saison 30 de Top Gear est déménagée dans les studios de la BBC et le circuit n'est utilisé uniquement que pour certaines séquences d'émission.

## Description
Le tracé de la piste est matérialisé par des lignes blanches, peintes au sol, ainsi qu'avec des éléments sommaires comme des pneus. Dessiné par Lotus, le tracé cherche à mettre le véhicule dans des situations variées afin de pouvoir apprécier le sous/survirage et l'adhérence dans les virages, le freinage, etc.
Il mesure approximativement 2,82 km.
Selon Richard Hammond, la vitesse maximale, ainsi que le 100 m départ arrêté, sont sans importance sur cette piste qui nivelle donc les performances des véhicules.
En forme de 8, la piste commence sur la section de route se trouvant à proximité du studio de Top Gear. La première étape est une courbe incurvée vers la gauche, « Crooner Curves ». « Wilson Bend » est le premier vrai tournant de la piste et le premier angle généralement diffusé quand le Stig teste une voiture. Le « Chicago », un long virage vers la droite longeant un mur de pneus posé sur la piste, a été dessiné par Lotus pour tester le centre de gravité de la voiture et mettre en avant sous-virage et survirage du châssis. Le virage suivant est le « Hammerhead », un virage vers la gauche puis vers la droite, qui met lui aussi en avant sous et survirage. Puis la piste prend la forme d'une courbe vers la droite, et tourne vers la droite dans le « Follow Through ». Après le tournant vers la gauche appelé « Bentley Bend », qui recroise le mur de pneu de « Chicago », la course revient sur la piste principale d'aviation. Le circuit passe alors par « Bacharach Bend », qui après la saison une, a changé de nom pour devenir le « Second to Last Corner ». Le dernier tournant avant la ligne de départ/arrivée est le « Gambon », nommé d'après Michael Gambon : dans l'épisode 8 de la saison 1, il y a presque renversé la Suzuki Liana, d'une manière spectaculaire, soulevant brièvement la voiture du sol avant de terminer le tournant sur deux roues. Avant cet événement, il portait le nom de « Carpenter's Corner ».

## Usages
La piste est généralement utilisée pour les séquences Star dans une voiture petit budget et Chrono, ainsi que dans les essais de véhicules et pour les challenges, ou pour simuler une autoroute, par exemple.
La piste d'aviation qui constitue une partie du circuit est aussi utilisée pour tenter d'atteindre la vitesse maximale des véhicules testés.

## Tour Chrono
Le Tour Chrono est une séquence de l'émission dans laquelle le Stig effectue un tour dans la voiture testée pour comparer ses performances à celles des précédentes voitures testées. Ce tour chrono suit généralement l'essai de la voiture dans l'épisode.
Pour pouvoir apparaître sur le tableau des scores, le véhicule doit être homologué pour la circulation sur routes ouvertes et doit être suffisamment haut pour passer sur un ralentisseur, bien qu'occasionnellement certaines voitures ne répondant pas à ces critères soient chronométrées.
Quand une voiture hors-catégorie est chronométrée, son temps est comparé aux temps officiels puis est supprimé du tableau de classement. Par exemple, l'avion de chasse Sea Harrier détient le meilleur chrono avec 31,2 secondes, mais ce temps n'est effectué qu'à des fins comparatives. De même, la Ferrari FXX est retirée du tableau, utilisant des pneus lisses et n'étant pas autorisée sur route ouverte.
Tous les chronos sont effectués avec les paramètres ajustables de la voiture configurés pour une performance optimale : les suspensions ajustables sont positionnées de façon à être le plus efficace, la voiture est dans son mode le plus agressif, lorsque cela est possible, et l'aide à la conduite est désactivée. Ces temps n'offrent pas une comparaison fiable entre les voitures, principalement à cause des conditions météorologiques qui peuvent affecter la conduite. Les temps effectués sous la pluie sont marqués de la lettre « W » pour « wet » (« mouillé » en français) et « S » pour « snow » (« neigeux »).

### Classement
1. 1 min 13 s 7 – McLaren 675LT
2. 1 min 13 s 8 – Pagani Huayra
3. 1 min 14 s 3 – BAC Mono
4. 1 min 15 s 1 – Ariel Atom V8 500
5. 1 min 15 s 8 – Lamborghini Huracán
6. 1 min 16 s 2 – McLaren MP4-12C
7. 1 min 16 s 5 – Lamborghini Aventador
8. 1 min 16 s 8 – Bugatti Veyron 16.4 Super Sport
9. 1 min 17 s 1 – Gumpert Apollo Sport
10. 1 min 17 s 3 – Ascari A10
11. 1 min 17 s 6 – Koenigsegg CCX (avec un spoiler Top Gear)
12. 1 min 17 s 7 – Noble M600 (froid)
13. 1 min 17 s 8 – Nissan GT-R 2012
14. 1 min 17 s 8 – Pagani Zonda F Roadster
15. 1 min 17 s 9 – Caterham Seven R500 (pneus froids)[6]
16. 1 min 18 s 3 – Bugatti Veyron
17. 1 min 18 s 4 – Pagani Zonda F
18. 1 min 18 s 9 – Maserati MC12
19. 1 min 19 s 0 – Lamborghini Murciélago LP670-4 SuperVeloce
20. 1 min 19 s 0 – Ferrari Enzo
21. 1 min 19 s 1 – Ferrari 458 Italia
22. 1 min 19 s 5 – Lamborghini Gallardo LP560-4
23. 1 min 19 s 5 – Porsche 997 GT2
24. 1 min 19 s 5 – Ariel Atom 2 300[7]
25. 1 min 19 s 7 – Nissan GT-R
26. 1 min 19 s 7 – Ferrari 430 Scuderia
27. 1 min 19 s 8 – Ferrari 599 GTO
28. 1 min 19 s 8 – Lamborghini Murciélago LP640
29. 1 min 19 s 8 – Porsche Carrera GT
30. 1 min 20 s 4 – Chevrolet Corvette C6 ZR1 (mouillé)
31. 1 min 20 s 4 – Koenigsegg CCX (sans spoiler)[8],[N 2]
32. 1 min 20 s 7 – Ascari KZ1 (mouillé)
33. 1 min 20 s 9 – Mercedes-Benz SLR McLaren
34. 1 min 21 s 0 – Mercedes-Benz C63 AMG Black Series
35. 1 min 21 s 2 – Ferrari 599 GTB Fiorano
36. 1 min 21 s 6 – Jaguar F-Type R
37. 1 min 21 s 6 – Audi R8 V10 (mouillé)
38. 1 min 21 s 9 – Ford GT
39. 1 min 22 s 2 – Porsche 997 Turbo Cabriolet
40. 1 min 22 s 3 – Audi R8 V10 Spyder
41. 1 min 22 s 3 – Ferrari 360 Challenge Stradale
42. 1 min 22 s 3 – Porsche 911 GT3 RS (996 mk.II)
43. 1 min 22 s 3 – Caterham 620R (mouillé)
44. 1 min 22 s 4 – Chevrolet Corvette C6 Z06
45. 1 min 22 s 5 – Noble M15
46. 1 min 22 s 8 – Lexus LFA (mouillé)
47. 1 min 22 s 9 – Ferrari F430 F1[9]
48. 1 min 22 s 9 – Porsche 911 Sport Classic
49. 1 min 23 s 0 – Mercedes-Benz SL65 AMG Black Series
50. 1 min 23 s 1 – KTM X-Bow (non diffusé à la TV)[10]
51. 1 min 23 s 1 – Porsche 911 GT3
52. 1 min 23 s 2 – Ferrari F430 Spider F1[9]
53. 1 min 23 s 3 – Jaguar XKR-S
54. 1 min 23 s 7 – Lamborghini Murciélago (retestée)
55. 1 min 23 s 8 – Pagani Zonda C12 S 7.3 (en partie mouillé)
56. 1 min 23 s 9 – Aston Martin DBS
57. 1 min 23 s 9 – Koenigsegg CC8S
58. 1 min 24 s 0 – Ariel Atom 1 220[11]
59. 1 min 24 s 2 – Veritas RS III
60. 1 min 24 s 3 – Prodrive P2 (concept)
61. 1 min 24 s 4 – Audi R8 (mouillé)
62. 1 min 24 s 4 – Aston Martin Virage
63. 1 min 24 s 6 – TVR Sagaris
64. 1 min 24 s 8 – Mitsubishi Lancer Evolution VIII MR FQ-400
65. 1 min 24 s 8 – TVR Tuscan Mk.II
66. 1 min 24 s 8 – Alfa Romeo 4C
67. 1 min 24 s 9 – Bentley Continental Supersports
68. 1 min 24 s 9 – Porsche Boxster Spyder
69. 1 min 24 s 9 – Mercedes-Benz E63 AMG
70. 1 min 25 s 0 – Noble M12 GTO-3R
71. 1 min 25 s 0 – BMW Série 1 Coupé M
72. 1 min 25 s 0 – Caterham R400[11]
73. 1 min 25 s 1 – Lotus Exige S
74. 1 min 25 s 1 – BMW M135i
75. 1 min 25 s 3 – BMW M3 (E90)
76. 1 min 25 s 7 – Lotus Evora
77. 1 min 25 s 7 – Audi RS4[N 3]
78. 1 min 25 s 7 – Lamborghini Gallardo Spyder
79. 1 min 25 s 8 – Lamborghini Gallardo (mouillé)
80. 1 min 25 s 9 – Morgan Aero 8 GTN[12]
81. 1 min 26 s 0 – BMW M3 CSL (E46) (très mouillé)
82. 1 min 26 s 0 – Mercedes-Benz CLK 63 AMG Black series
83. 1 min 26 s 0 – BMW Z4 M roadster (E85)
84. 1 min 26 s 0 – Noble M400 (sur le DVD Top Gear Revved Up)
85. 1 min 26 s 0 – Mitsubishi Lancer Evolution VIII MR FQ320[13]
86. 1 min 26 s 2 – BMW M5[14] (E60)
87. 1 min 26 s 2 – Porsche 911 Carrera S (997) (mouillé)
88. 1 min 26 s 2 – Brabus S Biturbo Roadster
89. 1 min 26 s 3 – Vauxhall VXR8 Bathurst S
90. 1 min 26 s 4 – Lotus Exige (légèrement moite)
91. 1 min 26 s 5 – BMW M3 E92 Pack Competition
92. 1 min 26 s 7 – Porsche Cayman S[N 4]
93. 1 min 26 s 7 – Jaguar XFR
94. 1 min 26 s 8 – Chevrolet Corvette C6 LS2 (mouillé)
95. 1 min 26 s 8 – Aston Martin V12 Vantage (non diffusé)[10]
96. 1 min 26 s 8 – Ferrari 575M Maranello GTC[15]
97. 1 min 26 s 9 – Lexus IS-F
98. 1 min 26 s 9 – Mercedes-Benz CLS55 AMG
99. 1 min 27 s 0 – BMW M5 E39
100. 1 min 27 s 1 – Aston Martin Vanquish S
101. 1 min 27 s 1 – Aston Martin DB9
102. 1 min 27 s 1 – Holden Maloo
103. 1 min 27 s 2 – Porsche 911 GT3 RS (996) (très mouillé)
104. 1 min 27 s 2 – Tesla Roadster (légèrement moite)
105. 1 min 27 s 3 – Spyker C8 Spyder[16]
106. 1 min 27 s 4 – Aston Martin DBS V12 (mouillé)
107. 1 min 27 s 5 – Audi RS5 (mouillé)
108. 1 min 27 s 5 – Nissan 370Z GT
109. 1 min 27 s 5 – TVR T350C
110. 1 min 27 s 7 – Cosworth Impreza STI CS400 (mouillé)
111. 1 min 27 s 7 – Renault Mégane III RS Trophy
112. 1 min 27 s 9 – Wiesmann MF 3[17]
113. 1 min 27 s 9 – Chevrolet Camaro SS
114. 1 min 28 s 0 – Roush Mustang
115. 1 min 28 s 0 – BMW M3 CSL (E46) (mouillé)
116. 1 min 28 s 1 – Renault Mégane R26.R.
117. 1 min 28 s 2 – BMW Z4 sDrive35i (E89)
118. 1 min 28 s 2 – BMW X5 M (E70) (mouillé)
119. 1 min 28 s 2 – Mitsubishi Lancer Evolution X FQ-300
120. 1 min 28 s 2 – Marcos TSO GT2[18]
121. 1 min 28 s 2 – Lotus Elise Sport 190[11]
122. 1 min 28 s 2 – Subaru Impreza WRX STI
123. 1 min 28 s 3 – Vauxhall Astra VXR
124. 1 min 28 s 5 – Dodge Viper SRT-10 (très mouillé)
125. 1 min 28 s 6 – MG XPower SV
126. 1 min 28 s 6 – Volkswagen Golf GTI Mk7 (pack performance, mode route)
127. 1 min 28 s 7 – Porsche Boxster S
128. 1 min 28 s 7 – Audi TT MTM Bimoto (pneus froids)[19]
129. 1 min 28 s 9 – Mitsubishi Lancer Evolution VIII MR FQ-300
130. 1 min 28 s 9 – Porsche 911 Carrera S (997) (très mouillé)
131. 1 min 29 s 0 – Mercedes-Benz CL65 AMG
132. 1 min 29 s 0 – Lamborghini Murciélago (en partie mouillé)[20]
133. 1 min 29 s 0 – BMW Alpina Roadster V8
134. 1 min 29 s 3 – Ford Focus RS Mk II
135. 1 min 29 s 4 – Subaru Impreza WRX STI WR1[13]
136. 1 min 29 s 4 – AS One[19],[21]
137. 1 min 29 s 4 – Range Rover Sport
138. 1 min 29 s 5 – Volkswagen Golf VII GTi
139. 1 min 29 s 6 – Volkswagen Golf GTI W12-650 Concept
140. 1 min 29 s 6 – Ford Focus ST
141. 1 min 29 s 9 – Zenvo ST1 (mouillé)
142. 1 min 30 s 0 – Autodelta Alfa Romeo 147 GTA 3.7
143. 1 min 30 s 0 – Ford Shelby GT500
144. 1 min 30 s 1 – Subaru Impreza WRX STi
145. 1 min 30 s 1 – Vauxhall Monaro VXR
146. 1 min 30 s 4 – Aston Martin DB7 GT (réservoir plein)
147. 1 min 30 s 4 – Volkswagen Golf R32 mk.V
148. 1 min 30 s 8 – Ford Focus RS 500 (mouillé)
149. 1 min 30 s 9 – Audi S4 quattro 4.2
150. 1 min 31 s 0 – Porsche 911 Turbo (996) (très mouillé)
151. 1 min 31 s 2 – BMW 760 Li (mouillé)
152. 1 min 31 s 3 – Vauxhall VX220 Turbo
153. 1 min 31 s 3 – Vauxhall VXR8 (mouillé)
154. 1 min 31 s 3 – Toyota GT86 (partiellement mouillé)
155. 1 min 31 s 4 – Audi TT Mk.II 2.0T
156. 1 min 31 s 6 – Honda NSX-R[22] (très mouillé)
157. 1 min 31 s 8 – BMW M3 E46
158. 1 min 31 s 8 – BMW 535d
159. 1 min 31 s 8 – Nissan 350Z
160. 1 min 31 s 8 – Mazda RX-8
161. 1 min 31 s 9 – BMW 130i (E87)
162. 1 min 32 s 0 – Renault Clio 200T
163. 1 min 32 s 1 – Mercedes-Benz S63 AMG (mouillé)
164. 1 min 32 s 2 – Ford Focus RS Mk I
165. 1 min 32 s 2 – Mazda 6 MPS
166. 1 min 32 s 5 – Renaultsport Mégane 225 Cup[14]
167. 1 min 32 s 5 – Lotus Esprit V8 (pneus froids)
168. 1 min 32 s 7 – Audi TT 3.2 quattro
169. 1 min 32 s 7 – Ford Fiesta ST
170. 1 min 32 s 8 – Jaguar E-Type (modernisée)[23]
171. 1 min 32 s 8 – Honda Civic Type-R (EP3-2004)[24]
172. 1 min 32 s 9 – Seat Léon Cupra R[24]
173. 1 min 32 s 9 – Mercedes-Benz SLK350[25]
174. 1 min 33 s 0 – Audi RS6 (très mouillé)[26]
175. 1 min 33 s 0 – Vauxhall Astra VXR[14]
176. 1 min 33 s 0 – Mercedes-Benz SL55 AMG (très mouillé) (appartenant à Jeremy Clarkson)
177. 1 min 33 s 1 – Noble M12 GTO (mouillé)
178. 1 min 33 s 2 – Peugeot 208 GTi
179. 1 min 33 s 3 – Volkswagen Golf Mk.IV R32
180. 1 min 33 s 3 – Audi Q7 V12 (mouillé)
181. 1 min 33 s 4 – Cadillac CTS-V (très mouillé)
182. 1 min 33 s 5 – Honda Civic Type-R (FN2-2007)
183. 1 min 33 s 5 – Seat León Cupra Mk2
184. 1 min 33 s 7 – MG ZT 260[27]
185. 1 min 33 s 7 – Volkswagen Golf Mk.V GTI[24]
186. 1 min 33 s 7 – 2002 Honda NSX (très mouillé)[28]
187. 1 min 33 s 8 – Clio Renault Sport 182ch[29]
188. 1 min 33 s 9 – Holden Monaro (mouillé)
189. 1 min 34 s 0 – Renault Mégane 225[24]
190. 1 min 34 s 0 – Renault Clio 200 Cup (non diffusé à la TV)[10]
191. 1 min 34 s 2 – MINI Cooper S Works[24]
192. 1 min 34 s 2 – Ford Mondeo ST220
193. 1 min 34 s 7 – Jaguar XKR (neige fondue)
194. 1 min 34 s 9 – Ford Focus ST (mouillé)
195. 1 min 35 s 0 – Volvo S60 R
196. 1 min 35 s 2 – Ferrari 575M Maranello (très mouillé)
197. 1 min 35 s 3 – Vauxhall Vectra VXR
198. 1 min 35 s 4 – Renault Avantime (modifié par les présentateurs)
199. 1 min 35 s 5 – Fiat 500 Abarth Essesse SS
200. 1 min 35 s 5 – Mercedes-Benz W211 (Mercedes E55 AMG) (mouillé)
201. 1 min 35 s 6 – Alfa Romeo 147 GTA
202. 1 min 35 s 6 – Lotus Elise (mouillé)
203. 1 min 35 s 8 – Citroën C4 VTS[24]
204. 1 min 36 s 2 – Aston Martin V12 Vanquish (très mouillé)[N 5]
205. 1 min 36 s 2 – Renaultsport Clio V6 (très mouillé)
206. 1 min 36 s 9 – Alfa Romeo Brera 2.2
207. 1 min 37 s 0 – Mercedes-Benz SL500 (Ronnie O'Sullivan's)
208. 1 min 37 s 0 – Porsche Boxster (très mouillé)[30]
209. 1 min 37 s 3 – BMW Z4 3.0i(E85) (très mouillé)[30]
210. 1 min 37 s 4 – Honda S2000 (très mouillé)[30]
211. 1 min 37 s 9 – Saab 9-5 Aero
212. 1 min 38 s 0 – Maserati 4200 GT (très mouillé)
213. 1 min 38 s 0 – Honda Civic Type-R (EP3)
214. 1 min 38 s 2 – Alfa Romeo 8C Competizione (très mouillé)
215. 1 min 39 s 0 – Subaru Impreza WRX (Europe-spec)
216. 1 min 39 s 4 – Bowler Wildcat
217. 1 min 40 s 8 – Bentley Arnage T (mouillé)
218. 1 min 41 s 0 – Ford Mondeo 2.0i
219. 1 min 42 s 5 – Renault Avantime[N 6]
220. 1 min 43 s 2 – BMW 318i (E46)
221. 1 min 44 s 0 – Overfinch 580 S (très mouillé)
222. 1 min 44 s 0 – BMW 318 ti
223. 1 min 44 s 4 – Suzuki Liana
224. 1 min 44 s 4 – Caterham 160 (mouillé)
225. 1 min 46 s 0 – Aston Martin DB5
226. 1 min 48 s 2 – Hawk HF3000 (mouillé) (réplique en kit avec un moteur V6 Alfa Romeo)
227. 18 min 37 s 0 – Porsche Pain Au Chocolat (voiture à pédales)
228. TNT – Porsche 959 (tour non terminé)
229. TNT – Robin Reliant (tour non terminé)
230. TND – Ferrari F40 (tour non débuté)

La plus puissante voiture de production qui ait été testée dans Top Gear est la Bugatti Veyron 16.4 Super Sport de 1 200 ch.
Pour son temps d'1 min 17 s 6, la Koenigsegg CCX (écrit « Koenigseggisseggggnignigsegigisegggg CCX » car aucun des présentateurs n'était capable d'écrire Koenigsegg) est cinquième avec un spoiler arrière optionnel pour empêcher le Stig de sortir de la piste comme il l'a fait lors du premier essai sur la version non modifiée. Le Stig a recommandé cette modification prédisant, à raison, que la voiture serait alors la plus rapide autour de ce circuit, bien que Koenigsegg considère que l'amélioration était due à d'autres ajustements.

### Temps des voitures hors-catégorie
Une voiture hors-catégorie est un véhicule qui ne répond pas aux critères établis par les présentateurs pour rester sur le tableau, c'est-à-dire qu'il ne s'agit pas d'une voiture pour route. Cela signifie qu'elle ne peut être homologuée pour la route (phares, indicateurs, pneus, etc.), ni capable de passer sur un ralentisseur,,,,,,,.
1. 0 min 31 s 2 – BAe Sea Harrier (l'avion décolle, vole au-dessus du circuit, et passe la ligne d'arrivée dans les airs, piloté par un pilote de la RAF)
2. 0 min 59 s 0 – Renault R24 monoplace de Formule 1 (piste mouillée) [N 8]
3. 1 min 03 s 8 – Lotus T125
4. 1 min 08 s 5 – Pagani Zonda R
5. 1 min 08 s 6 – Aston Martin DBR9[N 11]
6. 1 min 10 s 6 – Caparo T1[N 12]
7. 1 min 10 s 7 – Ferrari FXX[N 14] (conduite par Michael Schumacher avec des pneus slicks)
8. 0 min 30 s 7 – CAP 232 Aerobatic (avion piloté par Tom Cassells, champion de voltige aérienne)
9. 1 min 14 s 0 – Lamborghini Sesto Elemento
10. 1 min 19 s 1 – Radical SR3
11. 1 min 22 s 6 – Westfield XTR2

Les Caparo, Radical, et Westfield sont légales sur les routes du Royaume-Uni mais ne peuvent franchir de ralentisseur. La Caparo T1 est modifiée pour avoir une hauteur de conduite ajustable, avec un paramètre « route », permettant de franchir des ralentisseurs, mais le modèle testé étant un prototype, il reste inéligible au tableau du Tour Chrono.

### Tours non diffusés
Parfois, des tentatives de record chronométré sont faites sans le soutien de la BBC. Les tours de piste suivants sont enregistrés, filmés et diffusés indépendamment du programme télévisuel Top Gear.
1. 1 min 09 s 9 – Ultima GTR 720, conducteur anonyme. Ultima revient le 19 octobre 2009 et bat son précédent temps, ainsi que celui de la Ferrari FXX[32].
2. 1 min 12 s 8 – Ultima GTR 720, sponsorisée par Ultima Sports, conducteur anonyme[33].
3. 1 min 17 s 4 – Caterham 7 CSR 260, sponsorisée par Dunlop Tyres - Injection, conduite par Rob Jenkinson[34].

Ultima motive le choix d'une course non télévisée parce que les GTR sont spécifiquement ignorées par les producteurs de Top Gear. Les raisons ayant poussé Dunlop - Injection à faire un tour du circuit de Dunsfold ne sont pas connues.

## Star dans une voiture petit budget (2002-2015)
La séquence Star dans une voiture petit budget est récurrente dans Top Gear. Lors de l'émission, une célébrité anglophone est interviewée par Jeremy Clarkson. Les discussions ont habituellement un ton humoristique, et ciblent des domaines liés aux voitures, tel que l'historique des voitures de l'interviewé. Puis Clarkson et l'audience du studio regardent l’enregistrement du tour le plus rapide de la célébrité sur la piste d'essais et Clarkson révèle son temps.
Trois véhicules sont utilisés, choisis sur les bases de prix de vente au Royaume-Uni.

### Suzuki Liana
Lors des sept premières saisons, la voiture était une Suzuki Liana. Lorsqu'elle fut présentée pour la première fois, elle vallait 9 995 £. La voiture utilisée était un modèle de base, sauf en ce qui concerne la cage de sécurité et les sièges de course qui sont ajoutés par mesure de sécurité. Chaque invité s’entraîne avec le Stig, avant de faire plusieurs tentatives pour réaliser le tour de piste le plus rapide. L'invité ne connait pas son temps avant l’interview. Les tours d'entrainement, les sorties de piste, les accidents, les expressions du visage et les paroles prononcées sont aussi diffusés pour le fun.
Les tours les deux plus lents exécutés dans la Liana sont effectués par Terry Wogan et Richard Whiteley, battus par Billy Baxter, un vétéran aveugle de la guerre de Bosnie. Il mène la Liana sur la piste, avec Clarkson en passager, en un temps de 2 min 2 s, ce qui est plus rapide d'1,4 s que le temps de Terry Wogan, et de 4 secondes que celui de Richard Whiteley.
Le conducteur non professionnel le plus rapide est Ellen MacArthur qui, contrairement aux autres participants, ne fait aucun commentaire lors de son tour de piste. Elle termine le tour en 1 min 46 s 7, battant Jimmy Carr de 0,2 seconde.
La Liana subit de nombreux chocs lorsque les célébrités font leurs tours. Au cours d’un des incidents, l'acteur Michael Gambon coupe le dernier virage, retournant presque la voiture qui finit sur deux roues. C'est si spectaculaire que ce virage est baptisé « Gambon Corner ». Michael McIntyre fait une expérience similaire à celle de Gambon, dans la Chevrolet Lacetti, ainsi que Tom Cruise, dans la Kia cee'd. Avec Lionel Richie une des roues avant se détache, ce que Clarkson qualifie de « pulling a Lionel » (de l’expression anglaise pull one’s leg : se moquer de quelqu’un, mais littéralement : tirer la jambe). Trevor Eve perd aussi une roue. L'ancien ministre des transports britannique, Stephen Ladyman, cabosse le coffre de la Liana quand il en perd le contrôle lors de l'entrainement et heurte le mur de pneus en marche arrière. David Soul détruit les boites de vitesses de deux Liana en raison de sa façon de conduire. Patrick Kielty casse la suspension avant de la Liana lors de la saison 4, quand il roule sur l'herbe. Christopher Eccleston est la seule star à utiliser une Liana à boîte automatique, car il avoue ne pas savoir conduire une manuelle. C’est ainsi que Top Gear réussit à se procurer une Liana automatique, dont il n’existe que 40 exemplaires au Royaume-Uni. En référence à son rôle dans Doctor Who, la Liana automatique arrive comme se matérialisant sur la piste avec un effet sonore similaire à celui du TARDIS.
La Liana est aussi modifiée à plusieurs occasions. Celle de David Soul possède des phares de police rouge et une bande blanche en référence à son rôle dans Starsky et Hutch. Celle de Johnny Vegas a un « L » (équivalent du « A » en France) car il venait juste d'obtenir son permis. Quant à celle de Justin Hawkins, elle arbore des flammes dessinées. Celle de l'acteur Sanjeev Bhaskar a une boite de mouchoirs sur la plage arrière, en référence aux conducteurs indiens.
En tout, la Liana a fait 1 600 tours de circuit. Elle a subi de nombreuses réparations : pneus et freins changés 100 fois, embrayages six fois, moyeux deux fois, et une fois les cardans, triangles de suspension avant, suspensions, synchro de boite, et rétroviseur latéral.
En juillet 2005, c’est à la surprise générale, sans être annoncé aux spectateurs ou au public présent dans le studio, que le pilote de Formule 1, Damon Hill, passe dans l'émission pour la première fois en tant que star. De même, ni les magazines ni Internet n’ont révélé la venue Nigel Mansell dans l'émission, faisant plutôt croire à celle d’Alan Titchmarsh.
Pour certains passages, il y avait plus d'une personne dans la voiture. Ce fut le cas pour celui de Clarkson où Hammond et Jason Dawe l’accompagnaient. Trinny Woodall et Susannah Constantine étaient ensemble dans la voiture pour leurs tours respectifs. Denise Van Outen était aux côtés de Johnny Vaughan quand il fit son chrono, mais Van Outen n’a jamais tourné sur le circuit. Clarkson a aussi servi de guide à Billy Baxter lors de son tour.

#### Classement des célébrités (2002-2005)
1. 1 min 44 s 4 – Le Stig #2
2. 1 min 46 s 0 – Le Stig #1
3. 1 min 46 s 7 – Dame Ellen MacArthur
4. 1 min 46 s 9 – Jimmy Carr
5. 1 min 47 s 1 – Simon Cowell
6. 1 min 47 s 3 – Ronnie O'Sullivan
7. 1 min 47 s 8 – Ian Wright
8. 1 min 47 s 9 – Chris Evans (présentateur)
9. 1 min 47 s 9 – Rory Bremner
10. 1 min 48 s 0 – Justin Hawkins
11. 1 min 48 s 0 – Jodie Kidd
12. 1 min 48 s 0 – Paul McKenna
13. 1 min 48 s 0 – Trevor Eve
14. 1 min 48 s 0 – Patrick Kielty
15. 1 min 48 s 0 – Jay Kay[N 15]
16. 1 min 48 s 6 – Rob Brydon
17. 1 min 48 s 8 – Stephen Ladyman
18. 1 min 49 s 0 – Neil Morrissey
19. 1 min 49 s 7 – Roger Daltrey (moite)
20. 1 min 50 s 0 – Jeremy Clarkson (avec passagers)
21. 1 min 50 s 0 – Patrick Stewart
22. 1 min 50 s 0 – Martin Clunes
23. 1 min 50 s 0 – Jamie Oliver
24. 1 min 50 s 0 – Gordon Ramsay
25. 1 min 50 s 0 – Lionel Richie
26. 1 min 50 s 0 – Cliff Richard
27. 1 min 50 s 7 – David Walliams
28. 1 min 51 s 0 – Ranulph Fiennes
29. 1 min 51 s 1 – Timothy Spall
30. 1 min 51 s 2 – Carol Vorderman (légèrement mouillé)
31. 1 min 51 s 3 – James Nesbitt
32. 1 min 51 s 4 – Christian Slater
33. 1 min 51 s 5 – Omid Djalili
34. 1 min 51 s 5 – Sanjeev Bhaskar (mouillé)
35. 1 min 51 s 5 – Joanna Lumley
36. 1 min 52 s 0 – David Dimbleby
37. 1 min 52 s 0 – Eddie Izzard
38. 1 min 52 s 0 – Jordan
39. 1 min 52 s 0 – Rick Parfitt
40. 1 min 52 s 4 – Christopher Eccleston (boite automatique)
41. 1 min 52 s 7 – Sir Tim Rice
42. 1 min 53 s 0 – Vinnie Jones
43. 1 min 53 s 2 – Johnny Vaughan (avec Denise van Outen pour passagère, originellement 1 min 53 s 4)
44. 1 min 53 s 3 – Fay Ripley (moite)
45. 1 min 53 s 4 – Bill Bailey (mouillé)
46. 1 min 53 s 5 – Jack Dee
47. 1 min 54 s 0 – Steve Coogan (très mouillé)
48. 1 min 54 s 0 – Alan Davies (légèrement moite)
49. 1 min 54 s 0 – Stephen Fry (légèrement moite)
50. 1 min 54 s 0 – Rich Hall
51. 1 min 54 s 0 – Martin Kemp (mouillé)
52. 1 min 54 s 0 – Ross Kemp (mouillé)
53. 1 min 54 s 0 – Tara Palmer-Tomkinson (mouillé)
54. 1 min 54 s 0 – David Soul
55. 1 min 54 s 1 – Trinny Woodall (très mouillé, avec Susannah Constantine pour passager)[N 16]
56. 1 min 55 s 0 – Sir Michael Gambon (mouillé)
57. 1 min 55 s 4 – Geri Halliwell
58. 1 min 55 s 7 – Susannah Constantine (très mouillé, avec Trinny Woodall pour passager)
59. 1 min 56 s 0 – Boris Johnson
60. 1 min 57 s 0 – Anne Robinson
61. 1 min 57 s 0 – Jonathan Ross (très mouillé, ayant reçu une pénalité pour avoir coupé un virage)
62. 1 min 57 s 1 – Davina McCall (très mouillé)
63. 1 min 58 s 6 – Johnny Vegas (permis provisoire)
64. 2 min 01 s 0 – Harry Enfield
65. 2 min 02 s 0 – Billy Baxter (aveugle, avec Clarkson pour guide)
66. 2 min 03 s 04 – Sir Terry Wogan
67. 2 min 06 s 0 – Richard Whiteley

#### Classement des pilotes de F1 (2002 - )
Tous les chronos pilotes de Formule 1 sont classés sur une liste à part en raison de leur niveau de compétence. Quand on sortit la Liana de sa retraite pour le chrono de Jenson Button, Clarkson annonça qu'elle serait désormais utilisée pour évaluer les pilotes de F1. Lewis Hamilton l’a conduite lors de l'émission du 2 décembre 2007. Michael Schumacher tenta de faire le tour, mais son temps ne fut pas pris en compte car il cala puis se perdit, ce qui démontait la rumeur qu'il était le Stig.
Le premier Stig (Stig « noir » car tout habillé de noir) fut Perry McCarthy, pilote d'essai pour Williams F1 Team. Le second, Ben Collins, (Stig « blanc ») fut pilote d’endurance, notamment aux 24 heures du Mans, et de Formule 3. Ils ont tous les deux effectué leur tour dans la Suzuki. Le meilleur des deux est le Stig « blanc » (1 min 44 s 4), avec néanmoins une trajectoire dans le premier virage différente de celle des pilotes de F1. Ces temps furent retirés après leur départ de Top Gear. Le troisième Stig n'a pas encore enregistré de chrono avec la Liana.
Lors du premier épisode de la saison 13, on « révèle » que le Stig est Michael Schumacher, bien que ce soit une blague bien dans l’esprit de l'émission.
Le 6 juillet 2011, Sebastian Vettel réalise le meilleur temps, avec 1 min 44 s, battant de 0,3 seconde Rubens Barrichello. Il est ensuite battu d'1,1 seconde par Lewis Hamilton, durant son second passage, sur le sec cette fois, dans l’émission du 17 février 2013. Le 08 février 2015, c’est Daniel Ricciardo qui le bat et inscrit le meilleur temps, grâce, selon lui, à une trajectoire plus serrée dans le premier virage.

### Chevrolet Lacetti (2006 - 2010)
Dès le début de la saison 8, la Liana est remplacée par une Chevrolet Lacetti, et un nouveau tableau. Le format est aussi changé, de sorte que chaque star ait cinq tours d'entrainement, puis un dernier tour chronométré (aucune dérogation n'étant accordée en cas d'erreur).
Pour débuter avec cette nouvelle voiture et ce nouveau format, une « journée d'ouverture » est faite pour les célébrités voulant y participer. Sept stars enregistrent leur temps ce jour-là : James Hewitt (que les présentateurs disaient ne pas reconnaître, son nom sur le tableau est « Well-Spoken Man »), les comédiens Alan Davies et Jimmy Carr, les rock stars Rick Wakeman et Justin Hawkins, le footballeur Les Ferdinand, et l'acteur Trevor Eve qui fait un temps de 1 min 47 s. Jimmy Carr, qui a la seconde place de la Liana, derrière Ellen MacArthur, se retourne en faisant son tour chronométré et fait le temps le plus lent que ce circuit ait jamais connu avec 2 min 8 s 9.
Le 28 janvier 2007, Jamie Oliver fait un temps d'1 min 47 s 7, sur de la neige fondue et des flaques. Étant donné la rivalité qu'Oliver a envers le chef Gordon Ramsay, alors leader du tableau, Oliver demande que les 4 secondes normalement accordées lors des tours sur piste mouillée soit utilisé pour le mettre au sommet du tableau, « juste pour un jour ».
Billie Piper, présente dans Doctor Who, fait un temps de 1 min 48 s 3, mais le Stig considère qu'elle échoue à boucler un tour convenablement, puisqu'elle ne réussit pas à négocier certains virages. Le Stig suggère une pénalité de trois seconde mais, après que Clarkson ait consulté l'audience, il est décidé de conserver son temps, et que sa co-star, David Tennant (le dixième Docteur), tente de battre lors de l'émission du 23 décembre 2007, à la fin de la saison suivante.
Lors de l'épisode du 11 novembre 2007, Simon Cowell reprend son statut de détenteur du tour le plus rapide, avec 1 min 45 s 90 - le Stig déclare que la constance de ses temps, sur ses deux apparitions dans l'émission, fait de lui quelqu'un qui a un talent naturel. Cependant, Cowell est battu par Jay Kay (lors de la saison 11), qui détient le temps le plus rapide sur la Lacetti, bien que Clarkson sélectionne le temps le plus rapide de Jay Kay et non son dernier tour, qui était plus lent que celui de Cowell.
Clarkson appelle la partie du tableau, qui se trouve sous 1 min 51 s, la « Thespian Zone », à cause de la forte propension des acteurs à faire de faibles temps.
La saison 11 opère un léger changement de format, avec deux « stars » par épisode (bien qu'il y ait eu un certain nombre d'éditions dans les saisons précédentes avec plus d'un invité). Chaque paire est composée de stars jouant ensemble ou présentant la même émission. Contrairement aux précédents épisodes où deux stars apparaissent, les stars conduisent seules, sans que l'autre soit dedans.

#### Classement des célébrités
1. 1 min 45 s 8 – Jay Kay[39]
2. 1 min 45 s 9 – Kevin McCloud
3. 1 min 45 s 9 – Brian Johnson[40]
4. 1 min 45 s 9 – Simon Cowell
5. 1 min 46 s 1 – Jennifer Saunders
6. 1 min 46 s 3 – Gordon Ramsay
7. 1 min 46 s 5 – Usain Bolt
8. 1 min 46 s 9 – Peter Jones
9. 1 min 47 s 0 – Trevor Eve
10. 1 min 47 s 1 – Peter Firth
11. 1 min 47 s 4 – Lawrence Dallaglio
12. 1 min 47 s 4 – Les Ferdinand
13. 1 min 47 s 5 – Eric Bana (mouillé)
14. 1 min 47 s 6 – James Hewitt
15. 1 min 47 s 7 – Jamie Oliver (neige fondue)
16. 1 min 47 s 7 – Hugh Grant
17. 1 min 48 s 0 – Ewan McGregor
18. 1 min 48 s 1 – Rupert Penry-Jones
19. 1 min 48 s 3 – James Blunt (mouillé)
20. 1 min 48 s 3 – Billie Piper (coupe un virage)
21. 1 min 48 s 4 – Justin Hawkins
22. 1 min 48 s 5 – Simon Pegg
23. 1 min 48 s 5 – Theo Paphitis
24. 1 min 48 s 7 – Michael McIntyre
25. 1 min 48 s 7 – Mark Wahlberg
26. 1 min 48 s 8 – David Tennant
27. 1 min 48 s 8 – Jay Leno
28. 1 min 48 s 9 – Will Young (moite)
29. 1 min 49 s 4 – Sir Michael Parkinson
30. 1 min 49 s 6 – Ronnie Wood
31. 1 min 49 s 7 – Harry Enfield
32. 1 min 49 s 8 - Sienna Miller
33. 1 min 49 s 9 – Jools Holland
34. 1 min 50 s 3 – Sir Michael Gambon
35. 1 min 50 s 3 – Alan Davies
36. 1 min 50 s 9 – Steve Coogan (chaud)
37. 1 min 51 s 0 – Stephen Fry (chaud)
38. 1 min 51 s 2 – Alan Carr
39. 1 min 51 s 4 – Ray Winstone (chaud)
40. 1 min 51 s 7 – Keith Allen (très mouillé)
41. 1 min 51 s 7 – Rob Brydon (mouillé)
42. 1 min 51 s 8 – Justin Lee Collins
43. 1 min 52 s 2 – Sir Tom Jones
44. 1 min 52 s 8 – Dame Helen Mirren
45. 1 min 53 s 6 – James Corden (mouillé)
46. 1 min 54 s 0 – Kristin Scott Thomas
47. 1 min 54 s 3 – Philip Glenister (mouillé)
48. 1 min 54 s 7 – Kate Silverton (très mouillé)
49. 1 min 55 s 3 – Rick Wakeman
50. 1 min 57 s 4 – Boris Johnson (très mouillé)
51. 1 min 57 s 4 – Fiona Bruce (très mouillé)
52. 2 min 01 s 0 – Brian Cox
53. 2 min 08 s 9 – Jimmy Carr (part en tête à queue dans son tour chronométré)

### Kia Cee'd (2010 - 2013)
Changement de voiture au début de la saison 15, jusqu'à la saison 19. Comme pour l'entrée en scène de la Lacetti, une séance spéciale d'essais pour la nouvelle voiture est organisée.

#### Classement des célébrités
1. 1 min 42 s 1 – Matt LeBlanc
2. 1 min 42 s 2 – Rowan Atkinson
3. 1 min 42 s 8 – Michael Fassbender
4. 1 min 42 s 8 – John Bishop
5. 1 min 43 s 5 – Ross Noble
6. 1 min 43 s 6 – James McAvoy
7. 1 min 43 s 7 – Matt Smith
8. 1 min 43 s 7 – Ryan Reynolds
9. 1 min 44 s 2 – Tom Cruise
10. 1 min 44 s 4 – Amy Macdonald
11. 1 min 44 s 5 – Nick Frost
12. 1 min 44 s 9 – Simon Pegg
13. 1 min 45 s 2 – Cameron Diaz
14. 1 min 45 s 2 – Alex James
15. 1 min 45 s 4 – Mick Fleetwood
16. 1 min 45 s 5 – Rupert Grint
17. 1 min 45 s 9 – Boris Becker (mouillé)
18. 1 min 45 s 9 – Peter Jones
19. 1 min 46 s 1 – Andy Garcia
20. 1 min 46 s 8 – Bill Turnbull
21. 1 min 47 s 0 – Alastair Campbell
22. 1 min 47 s 7 – Louis Walsh
23. 1 min 47 s 8 – Sophie Raworth
24. 1 min 47 s 8 – Danny Boyle (mouillé)
25. 1 min 48 s 1 – Al Murray
26. 1 min 48 s 1 – Bob Geldof
27. 1 min 49 s 0 – Jeff Goldblum[N 18]
28. 1 min 49 s 0 – Jonathan Ross (mouillé)
29. 1 min 49 s 4 – will.i.am (mouillé) (boite automatique)
30. 1 min 49 s 8 – Slash (mouillé)
31. 1 min 49 s 9 – Peta Todd[N 19] (mouillé)
32. 1 min 49 s 9 – Nick Robinson
33. 1 min 50 s 3 – Amber Heard (boite automatique)
34. 1 min 50 s 5 – Fiona Bruce
35. 1 min 50 s 8 – Bill Bailey[N 20] (mouillé)
36. 1 min 50 s 9 – Amy Williams (mouillé)
37. 1 min 53 s 3 – Johnny Vaughan (mouillé)
38. 1 min 53 s 7 – Louie Spence (mouillé)
39. 1 min 56 s 3 – Alice Cooper (mouillé) (boite automatique)
40. 1 min 56 s 7 – John Prescott (mouillé) (boite automatique)
41. 2 min 09 s 1 – Damian Lewis (neige)

### Opel Astra (2013 - 2015)
Avec le lancement de la saison 20 de Top Gear, la Kia Cee'd est remplacée par une Opel Astra 1,6 L de 115 ch, « garantie à vie ». Une séance spéciale d'essais a lieu, avec plusieurs célébrités, dont une première sortie de route nécessitant le changement d'une roue.

#### Classement des célébrités
1. 1 min 44 s 6 – Olly Murs
2. 1 min 44 s 7 – Aaron Paul
3. 1 min 44 s 7 – Nicholas Hoult
4. 1 min 45 s 1 – Brian Johnson
5. 1 min 45 s 6 – Jimmy Carr (noté Jimmy Crash dans la liste)
6. 1 min 46 s 1 – Hugh Jackman (chaud)
7. 1 min 46 s 7 – David Haye
8. 1 min 46 s 8 – Warwick Davis (avec prolongateurs de pédales et réhausseur)
9. 1 min 47 s 1 –  Margot Robbie
10. 1 min 47 s 2 –  Will Smith
11. 1 min 47 s 8 – Benedict Cumberbatch
12. 1 min 48 s 5 – Rachel Riley
13. 1 min 48 s 5 – Gillian Anderson (mouillé)
14. 1 min 48 s 8 – Charles Dance
15. 1 min 48 s 9 – Joss Stone
16. 1 min 49 s 2 – Kiefer Sutherland (très mouillé)
17. 1 min 49 s 4 – James Blunt (très très très mouillé - FW pour Fucking Wet)
18. 1 min 49 s 9 – Tom Hiddleston (très très mouillé)
19. 1 min 49 s 9 – Ron Howard
20. 1 min 50 s 1 – Hugh Bonneville (très mouillé)
21. 1 min 51 s 0 – Steven Tyler
22. 1 min 51 s 5 – Mike Rutherford
23. 1 min 54 s 3 – Ed Sheeran (très très mouillé) (conducteur débutant)
24. 1 min 54 s 5 – Jack Whitehall

## Star dans une voiturerallycross(2016)
Lors de la saison 23, la séquence Star dans une voiture petit budget est remplacée par Star dans une voiture rallycross. Deux stars sont présentes en plateau dans chaque épisode. Pour l'occasion, le circuit a reçu un agrandissement avec l'ajout de 2 sections hors-piste comprenant une flaque d'eau pour la première et un tremplin pour la seconde.

### Mini cooper rallycross (2016)
La voiture utilisée ici est une Mini cooper de rallycross de couleur rouge.

#### Classement des célébrités
1. 1:52.6 – Anthony Joshua
2. 1:53.9 – Damian Lewis
3. 1:53.9 – Brian Cox
4. 1:54.4 – Bear Grylls
5. 1:56.3 – Gordon Ramsay
6. 1:57.7 – Kevin Hart
7. 2:01.4 – Sharleen Spiteri
8. 2:10.9 – Jesse Eisenberg
9. 2:12.0 – Patrick Dempsey (monsoon)
10. 2:16.4 – Paul Hollywood (très mouillé)
11. 2:21.6 – Jennifer Saunders (appalling)
12. 2:27.1 – Greg Davies (abysmal)

## Star dans une voiture rapide mais pas trop (Depuis 2017)
La séquence "Star dans une voiture "rallycross" n'est pas reconduite la saison suivante. Elle laisse place à une nouvelle séquence intitulée "Star dans une voiture rapide mais pas trop". Une seule star (occasionnellement 2) est invitée dans chaque épisode, et c'est désormais les 3 animateurs qui interviewent la star invitée. Avant le tour de piste, les animateurs montrent l'entraînement de la star sur le circuit aux côtés de Chris Harris. Depuis la saison 27, l'invité participe à un défi sur le circuit avec les 3 animateurs, juste avant son arrivée sur le plateau. Les sections hors piste du circuit ajoutées lors de la saison 23 ne sont plus utilisées et c'est le tracé d'origine que l'on retrouve.

### Toyota GT86 (2017-)
La voiture utilisée est une Toyota GT86. Elle est de couleur rouge comme les précédentes voitures utilisées depuis la Kia ceed's.

#### Classement des célébrités
1. 1:35.4 – Chris Hoy
2. 1:36.1 – Jay Kay
3. 1:37.2 – Stephen Mangan
4. 1.37.5 – Ross Noble
5. 1.38.6 – Matt Baker
6. 1:39.0 – James Marsden
7. 1:39.5 – Max Whitlock
8. 1:40.5 – Mike Tindall
9. 1:40.6 – Jason Manford
10. 1:41.6 – Zara Tindall
11. 1:42.7 – Will Young
12. 1:43.4 – Gregory Porter
13. 1:44.0 – David Tennant
14. 1:44.7 – Danny Boyle
15. 1:44.8 – Himesh Patel
16. 1:45.3 – Vicky McClure
17. 1:45.6 – Laurence Fox (mouillé)
18. 1:45.7 – Ore Oduba
19. 1:46.0 – Professor Green
20. 1:47.1 – James McAvoy (mouillé)
21. 1:47.2 – Frankie Dettori
22. 1:48.4 – Bob Mortimer
23. 1:50.0 – Ed Byrne (mouillé)
24. 1:50.4 – Tinie Tempah (mouillé)
25. 1.50.5 – Rob Brydon (très mouillé)
26. 1:51.1 – Tom Allen (mouillé)
27. 1:53.0 – Jon Culshaw
28. 1:53.2 – Dara Ó Briain (mouillé)
29. 1:53.9 – KSI (très mouillé)
30. 1:53.9 – Romesh Ranganathan (très mouillé)
31. 1:55.2 – Lee Mack
32. 1:58.7 – Tamsin Greig (mouillé)
33. 2:01.9 – Emilia Fox (mouillé)
34. 2:07.9 – Shazia Mirza

## Déduction de temps
Parfois, un mot est ajouté entre parenthèses dans les classements officiels. Ces termes indiquent que le Stig et l'équipe de Top Gear considèrent que les conditions météorologiques affectent un chrono ou les performances d'une voiture. Les temps sur les tableaux ne sont pas adaptés, ainsi il sera écrit 1 min 50 s MM (légèrement humide) mais le temps sera considéré comme se rapprochant de 1 min 48 s lors d'un tour de piste par temps sec. Le tableau ci-dessous indique combien de secondes cela coûte à la voiture, et donc combien de secondes lui sont données.
| Terme en anglais             | Terme en français           | Conditions                                                                      | Ajustements |
| ---------------------------- | --------------------------- | ------------------------------------------------------------------------------- | ----------- |
| Hot                          | Chaud                       | Piste ou performances affectées par les hautes températures                     | -2 secondes |
| Mildly moist (MM) / Damp (D) | Légèrement humide / Mouillé | Piste légèrement humide à mouillée, après une pluie légère ou dû à de la bruine | -2 secondes |
| Wet (W) / Melted snow (MS)   | Trempé / Neige fondue       | Piste trempée, à cause d'une pluie ou de neige fondue                           | -4 secondes |
| Very wet (VW)                | Très trempé                 | Piste très trempée (avec de grandes flaques), à cause de pluies importantes     | -6 secondes |

## Apparition dans les jeux vidéo
Le 24 octobre 2007, il est annoncé que le jeu pour PS3, Gran Turismo 5 Prologue, permet le téléchargement de Top Gear dans le jeu, et que la piste d'essais fait partie des circuits quand le jeu complet (Gran Turismo 5) sort,.
Une version basique du circuit apparaît en 2003, pour le jeu PC Grand Prix Legends.
Il y a une version de la piste pour le jeu PC de simulation de courses rFactor produit avec la permission de Dunsfold.
Elle apparaît aussi dans le jeu Forza Motorsport 4, en 10 version différentes, le jeu intégrant la Suzuki Liana à son catalogue ainsi que dans Forza Motorsport 5 et 6; dans le 5 sous forme d'un Dlc et pour le 6 dès le départ, le circuit et le véhicule utilisé lors de l'émission sont présents (une Opel Astra 2013).